# Коненко, Анатолий Иванович
Анато́лий Ива́нович Коне́нко (23 февраля 1954, Орск) — омский художник-микроминиатюрист.
В 1981 году Анатолий Коненко начал первым в Сибири заниматься искусством микроминиатюры.
7 мая 1993 года вышел выпуск программы "Поле Чудес", где Анатолий участвовал в качестве участника 1 тура и финала игры.

## Биография
Анатолий Иванович Коненко родился 23 февраля 1954 года в городе Орске Оренбургской области. Затем семья переехала в Казахстан. Окончил Омский строительный техникум по специальности «техник-архитектор». В 1982 году окончил художественно-графический факультет Омского государственного педагогического института им. А. М. Горького. Преподавал в строительном техникуме. Миниатюрным творчеством занимается с 1981 года. С 2007 года работает вместе с сыном Станиславом.
В 2010 году на свет вышла целая серия супермикроминиатюр омского Левши — коллекция томов Пушкина, Кольцова, Евтушенко и две книги омича Аркадия Кутилова

### Основные даты жизни
- Родился 23 февраля 1954 года в г. Орске, Оренбургская область
- 1971 г. — окончил среднюю школу в Северном Казахстане.
- 1972 г. — 1974 г. — служба в Армии.
- 1976 г. — окончил строительный техникум (отделение архитектуры)
- 1981 г. — окончил Пединститут им. М.Горького (ХГФ). Преподавал в строительном техникуме рисунок, живопись, прикладное искусство, макетирование.
- 1981 г. — начал заниматься микроминиатюрой.
- 1989 г. — окончил Омский институт технического творчества и патентоведения.
- 1991 г. — директор ООО «Сибирский Левша».
- 1994 г. — издал первую миниатюрную книгу.
- 1996 г. — издал самую маленькую книгу в мире[5].
- 2002 г. — занесён в Книгу рекордов Гиннеса за издание книги 0,9×0,9 мм.
- 31.05.2003 г. — принят в Союз дизайнеров России.
- 05.06.2003 г. — принят в Союз художников России.
- 22.06.2004 г. — присвоено учёное звание профессора РАЕ.
- 2005 г. — номинировался на Государственную премию в области искусства.
- 2006 г. — издал микрокнигу размером 0,8×0,8 мм.
- 2006 г. — Правительством Омской области принято решение по открытию в г. Омске постоянной выставки микроминиатюр А. Коненко.
- 15.06.2007 г. — открыта постоянная экспозиция работ Анатолия Коненко в Омском Областном музее изобразительных искусств им. М. А. Врубеля по адресу ул. Ленина, 3.
- 22.09.2011 г. — признан Академией мировых рекордов[6].
- с 2012 г. является главным экспертом Книги рекордов Омска и Омской области
- с 2013 г. является главным экспертом Книги рекордов России [7]
- 2022 г. — занесён в Книгу рекордов России за создание самой маленькой корзины из природных материалов диаметром 8 мм[8][9].
- 2024 г. — занесён в Книгу рекордов Гиннеса за создание самого маленького бумажного кораблика в технике оригами из листа бумаги размером 5×8 мм[10].

## Микроминиатюры

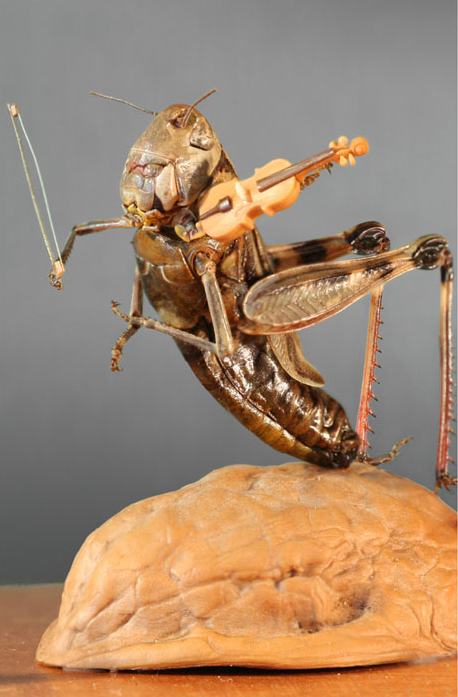
Кузнечик, играющий на скрипке

Среди работ Анатолия Коненко: подкованная блоха, кузнечик играющий на скрипке, караван верблюдов в игольном ушке.
Создал самую маленькую икону в мире размером 1×1,5 мм с изображением Георгия Победоносца.

## Миниатюрные издания
Анатолий Коненко издал более 200 наименований миниатюрных книг. Среди них книга, попавшая в книгу рекордов Гиннесса, как самая маленькая в мире.

### Чехов. Хамелеон 0,9×0,9 мм
Чехов А. П. Хамелеон, 1996 г.; г. Омск; 29 страниц; 3 цветные иллюстрации; портрет А. П. Чехова; Размер 0,9×0,9 мм.
За издание этой книги Анатолий Коненко был занесён в книгу рекордов Гиннесса. В 2013 году японцами была создана книга со стороной 30 м

### Микрокнига «Русский алфавит». 0,8×0,8 мм
Тираж супермикрокниги 30 экземпляров.

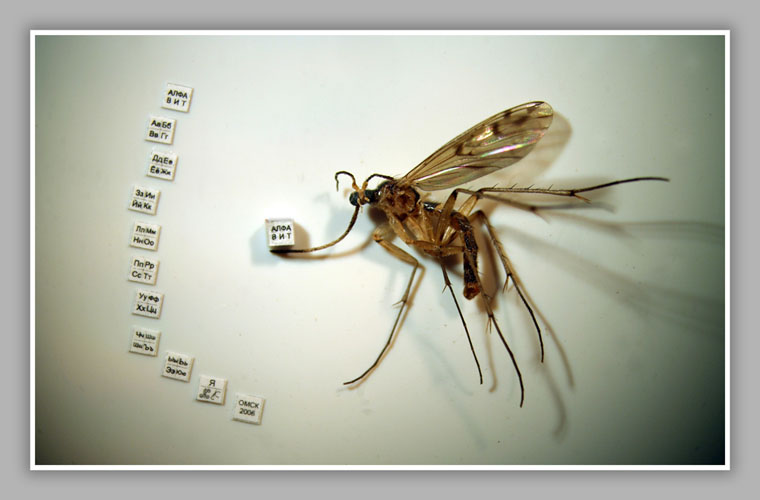
Супермикрокнига русский алфавит. Размер 0,8 x 0,8 мм.

### Бас-гитара

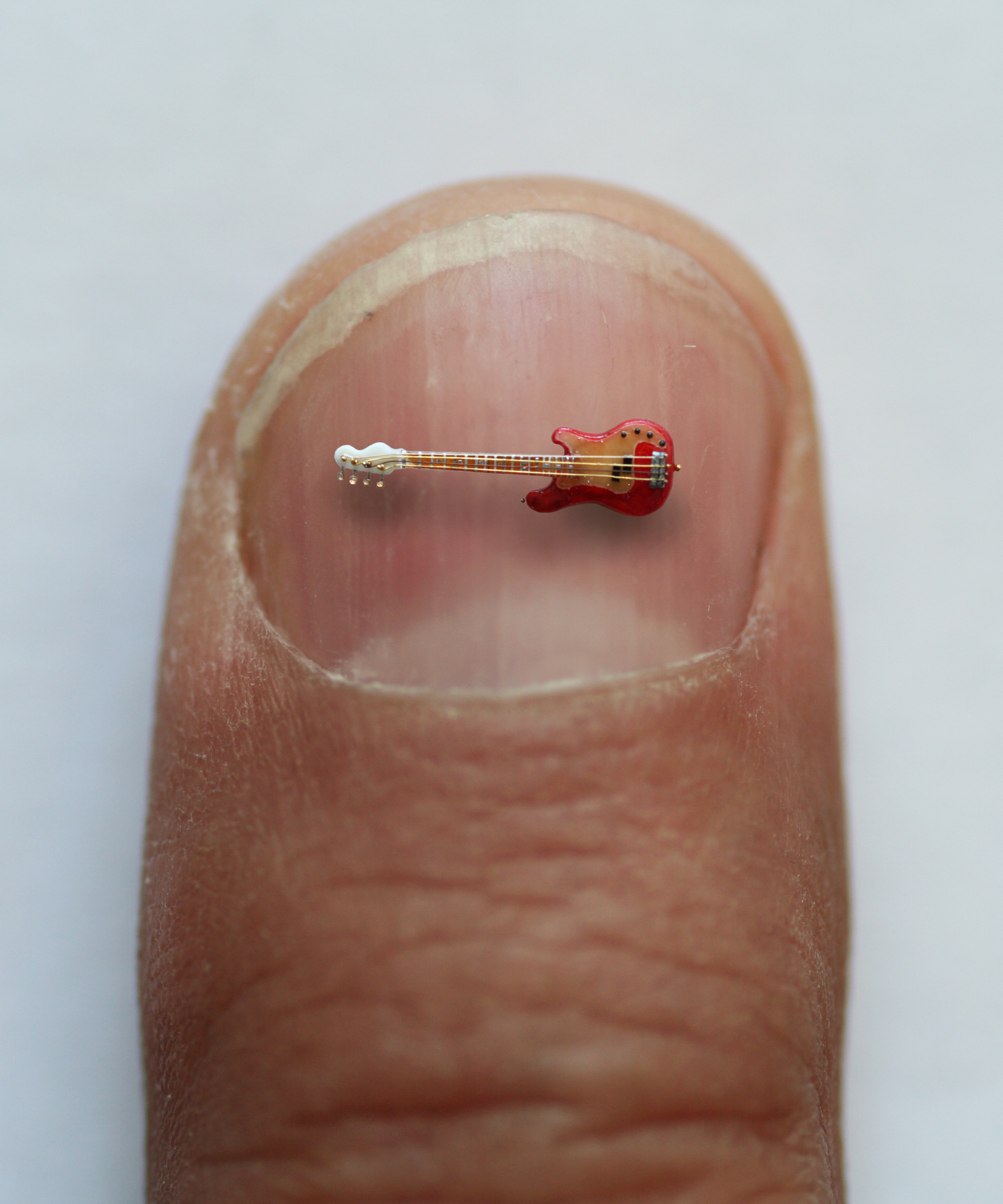
Самая маленькая модель бас-гитары группы Scorpions размером 9,9 мм

Специально к приезду в Омск легендарной группы Scorpions микроминиатюристы Анатолий и Станислав Коненко создали самую маленькую модель бас-гитары группы Scorpions размером 9,9 мм.

## Участие в проектах
В 2022 году принял участие в проекте «Великие мастера и мелкоскопы», в ходе которого дал мастер-класс «Создание миниатюрных книг» в Музее «Царь-Макет».